# لانغلسهايم
لانغلزهايم (بالألمانية: Langelsheim) هي بلدة ألمانية تقع في ألمانيا في سكسونيا السفلى. يقدر عدد سكانها بـ 12,976 نسمة .